# Holbrook (Arizona)
Holbrook (Navajo: Tʼiisyaakin) ist eine Stadt mit 4858 Einwohnern (Stand: 2020) im Navajo County im US-Bundesstaat Arizona auf einer Fläche von 40 km². Der Ort ist Sitz der County-Verwaltung (County Seat) des Navajo County.

## Geschichte

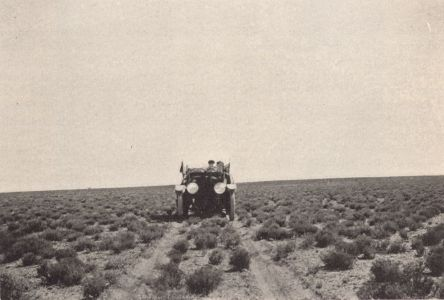
Die National Old Trails Road (Vorläufer der Route 66) in der Nähe von Holbrook um 1915

Holbrook wurde nach Henry Randolph Holbrook, dem ersten Ingenieur der Atlantic and Pacific Railroad benannt. 
Im Jahre 1895 wurde Holbrook zur Bezirkshauptstadt des Navajo County. 
Am 19. Juli 1912 explodierte ein Meteorit mit einem geschätzten Gewicht von etwa 190 Kilogramm über der Stadt und eine große Zahl (vermutlich 16.000) Gesteinsbrocken mit einem Gewicht zwischen 0,1 g und 6,6 kg fielen auf die Stadt.

## Sehenswürdigkeiten

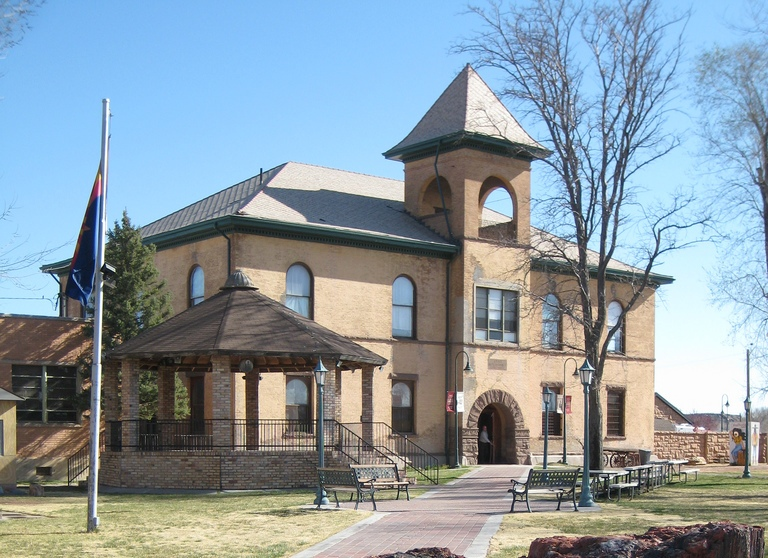
Navajo County Courthouse Museum

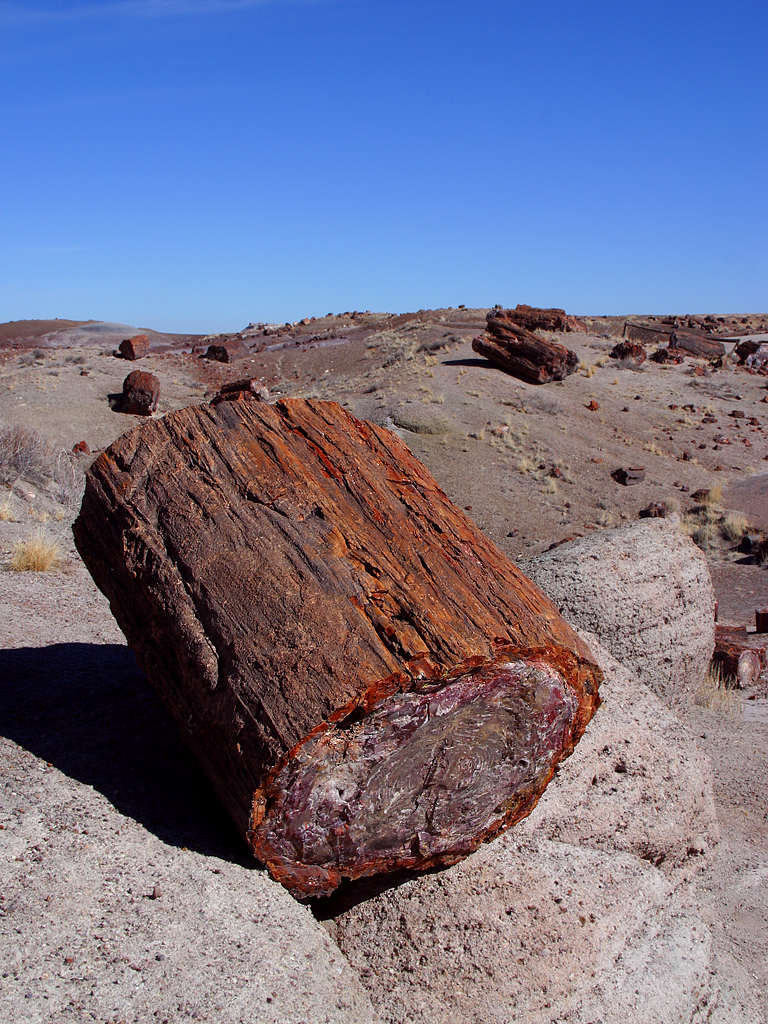
versteinerter Baum im Petrified Forest National Park

Eine der bekanntesten Sehenswürdigkeiten des Ortes ist das Wigwam Motel an der historischen Route 66. Die freistehenden Bungalows sind Indianer-Tipis nachempfunden. Allerdings sind die Bauten aus Beton gefertigt.
Das Motel in dem Oscar-nominierten Pixar-Animationsfilm Cars von John Lasseter (2006) basiert auf dem Wigwam Motel in Holbrook.
Das 1898 erbaute Historic Navajo County Courthouse im Zentrum von Holbrook beherbergt heute ein Museum. Beide Gebäude sind in die Liste historischer Sehenswürdigkeiten der USA (National Register of Historic Places) eingetragen. 
Der Petrified Forest National Park (versteinerter Wald) liegt ungefähr 28 Meilen (45 km) östlich von Holbrook.

## Verkehr
Seit dem Bau des Interstate Highway 40 wird Holbrook vom Fernverkehr umfahren, der früher auf der Route 66 mitten durch die Stadt führte. 
Nördlich von Holbrook befindet sich die Interstate 40. Südlich der Stadt trifft der U.S. Highway 180 auf die Arizona State Route 77.

## Söhne der Stadt
- Gene Evans (1922–1998), Schauspieler
- Hugh P. Taylor (1932–2021), Geochemiker
- Mike Budenholzer (* 1969), Basketballtrainer